# افرايم هليفي
افرايم هليفي (بالعبرية: אפרים הלוי) (1934 - ): هو رئيس جهاز الموساد التاسع، وُلد عام 1934 بلندن، ثم هاجر إلى فلسطين عام 1948، درس الحقوق في الجامعة العبرية، انضم إلى جهاز الموساد عام 1961، ومن ثم كُلف بإدارة جهاز الموساد في عام 1998 وحتى عام 2002، اهتم هليفي بتنظيم عمليات الهجرة إلى إسرائيل، عُين سفيراً لإسرائيل في الاتحاد الأوروبي بعد انتهاء مهامه في الموساد.